# Orientalismus

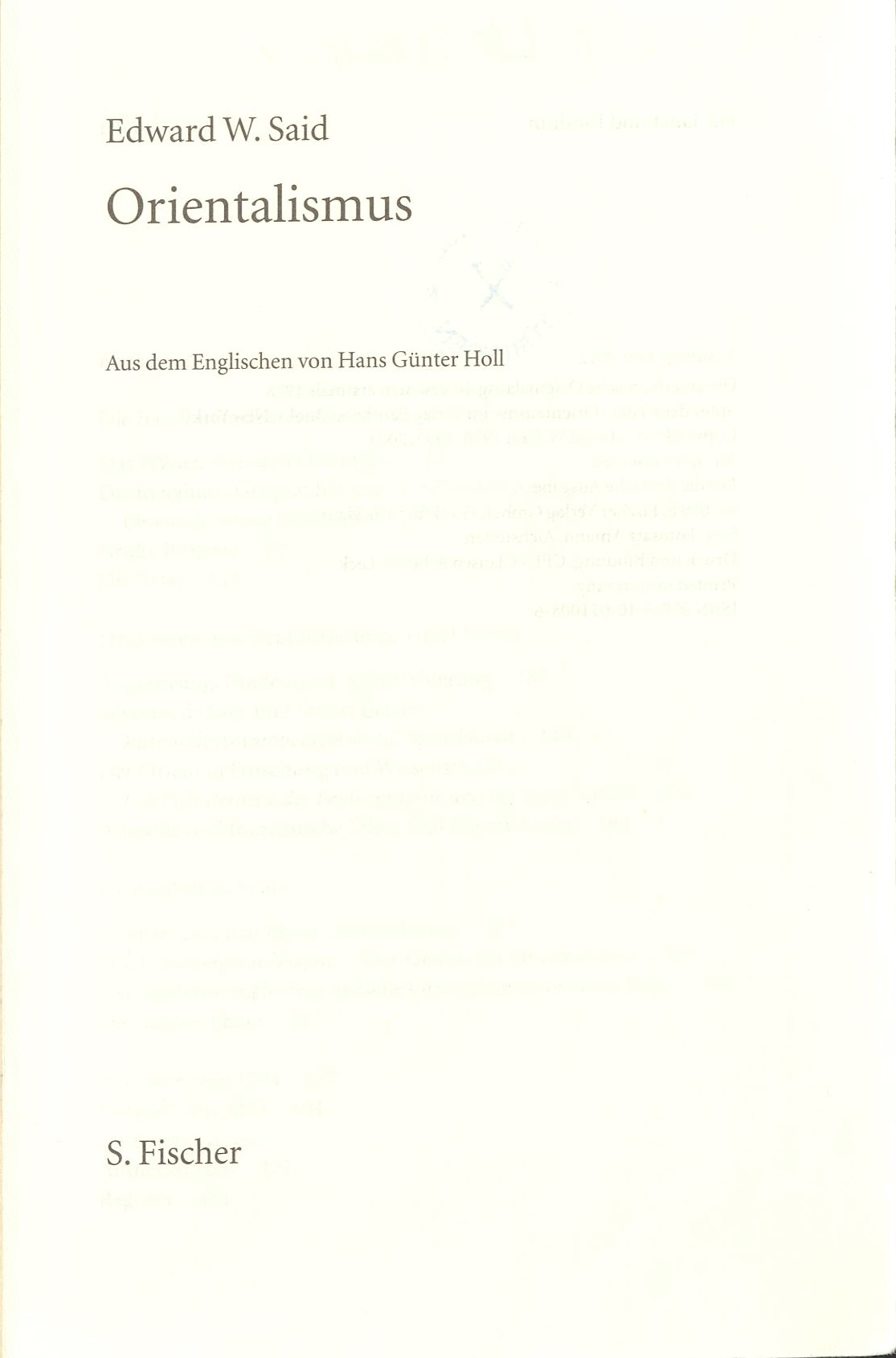
Neuübersetzung 2009

Mit dem Begriff Orientalismus bezeichnete Edward Said in seinem zuerst 1978 erschienenen Werk Orientalism (deutscher Titel: Orientalismus) einen eurozentrischen, westlichen Blick auf die Gesellschaften des Nahen Ostens bzw. die arabische Welt als einen „Stil der Herrschaft, Umstrukturierung und des Autoritätsbesitzes über den Orient“. Dieses Denken drücke ein Überlegenheitsgefühl gegenüber dem Orient aus und sei ein Teil der modernen politischen und intellektuellen Kultur unserer Gegenwart. Es stelle sich als Diskurs dar, in dem der „aufgeklärte Westen“ den „mysteriösen Orient“ ebenso sehr verhandele wie beherrsche, und zeichne sich durch die ungebrochene Tradition einer tief sitzenden Feindseligkeit gegenüber dem Islam aus. In seiner Studie beschränkt Said seine Kritik des „akademischen Orientalismus“, d. h. des akademischen Fachs Orientalistik bzw. Islamwissenschaft, auf das ausgehende 19. und frühe 20. Jahrhundert. Seine Thesen, in denen er sich auf das Diskurskonzept von Michel Foucault stützt, haben seither für heftige Kontroversen gesorgt.

## Vorläufer
Kritik an orientalistischen Positionen hat es schon lange vor Saids Veröffentlichungen gegeben. So hat Nâzım Hikmet 1925 gegen die romantisierenden und exotistischen Positionen des französischen „Türkeiliebhabers“ Pierre Loti gedichtet:

„Das ist der Orient, wie ihn der französische Dichter sah! Das ist der Orient der Bücher, von denen pro Minute eine Million gedruckt werden! Doch es gab weder gestern, noch gibt es heute so einen Orient und es wird ihn auch morgen nicht geben!“

## Saids Kritik am Orientalismus
Mit Hilfe der Ansätze von Michel Foucault analysiert Said Werke britischer und französischer Wissenschaftler und Schriftsteller. Sein Anliegen ist es zu zeigen, dass es in deren Arbeiten nicht um eine objektive Betrachtung der islamischen oder „orientalischen“ Welt gehe, ja dass vielmehr das Konzept des Orients als solches bereits ein westliches, d. h. orientalistisches Konstrukt sei. Zudem drücke sich in den Arbeiten ein kolonialistischer Ansatz aus, der dem Machtverhältnis zwischen Kolonialisten und Kolonialisierten entspreche.
Westliches Denken sei geprägt davon, Definitionen mittels der Gegenüberstellung von Gegensätzen herzustellenː Während der „Westen“ als „die“ Zivilisation an sich angesehen werde, erscheine der Orient mysteriös und bedrohlich. Der Orient werde in diesem Spiel der Differenzen auch mit scheinbar positiven Zuschreibungen wie „spontan“, „luxuriös“ und „mystisch“ besetzt, die bei genauerer Betrachtung jedoch wieder den Orient in ein Machtsystem drängten, das ihn im Gegensatz zum Okzident als rückständig konstituiere. Denn in den scheinbar positiven Zuschreibungen steckten implizite Annahmen, wie dass der Orient mystisch sei, im Gegensatz zum scheinbar wissenschaftlichen Okzident. Durch diese Aspekte werde der Orientalismus zu einer spezifischen Form des Othering.
Durch Herrschaftswissen sähen sich westliche Autoren in der Lage, die Situation und die Menschen des Orients zu definieren, und nähmen ihnen damit ihr Selbstbestimmungsrecht. Aus dieser Definitionsmacht resultierten exotistische, kulturalistische und auch offen rassistische Bilder, welche der Legitimierung der Kolonialisierung des Orients dienten.

## Kritik an Saids Orientalismus-Kritik
Gegen die Analyse Saids wurde vorgebracht, dass sie sowohl in methodischer als auch in inhaltlicher Hinsicht Schwachstellen aufweise, etwa hinsichtlich der mangelnden geographischen Spezifizierung oder auch hinsichtlich der fehlenden zeitlichen Eingrenzung.
Hier hat beispielsweise Carl W. Ernst angesetzt, indem er in seinen Überlegungen zum Verhältnis von „Westen“ und „Islam“ versucht, zwischen die Konzepte Okzidentalismus und Orientalismus zu gelangen: „It is time to move beyond both Occidentalism and Orientalism.“ Ernst versucht, das Verhältnis ohne die aufgeladenen Begriffe neu zu rekonzeptualisieren, wobei er zunächst das vermeintliche Gegensatzpaar der Konzepte dekonstruiert: „The fact is that, both historically and in contemporary times, Muslims have played significant roles in relation to both America and Europe. In short, the opposition between ‚the West‘ and Islam is considerably overstated.“ Im Anschluss daran geht es ihm um die Frage, wie sich die beiden Konzepte partikularisieren lassen, indem spezifische landestypische und regionale Merkmale herausgearbeitet werden. Regionen und Geschichte würden dabei Korrektive für das dualistische Denken in diesen Konzepten darstellen. Sobald nämlich der ideologisch geprägte Raum des Denkens verlassen werde und konkrete Beispiele in den Blick genommen werden, werde die Dichotomie aufgebrochen. Auf der inhaltlichen Ebene sei die homogene Darstellung des orientalistischen Diskurses problematisch, da dadurch die Unterscheidung zwischen Orient und Okzident, die es aufzuheben gelte, zementiert und dabei beständig ein realer Orient impliziert werde.
Neuere Fallstudien wie diejenigen von Urs App zeigen, dass religiöse und weltanschauliche Ideologien von Orientalisten oft eine viel wichtigere Rolle spielten als Kolonialismus und Imperialismus und dass der „Orient“ viel weiter gefasst werden müsste als dies bei Said und seinen Epigonen der Fall war.
Historisch blendete Said aus, dass weite Teile der islamischen arabischen Länder erst nach dem Ersten Weltkrieg in westliche quasi-kolonialistische Abhängigkeiten gerieten, während sie vorher zum Osmanischen Reich gehörten, das wie vorher der arabisch-islamische Expansionismus europäischen Mächten als imperialistische Sklavenhaltergesellschaft nicht nachstand und wegen seiner kulturellen und wissenschaftlichen Leistungen vom Westen bewundert und als Gegner gefürchtet wurde.
Die Historiker Joshua Teitelbaum und Meir Litvak kritisieren, dass Said einerseits den Orient als bloßes Konstrukt darstelle, das in der Realität gar nicht existiere, andererseits beschreibe er eine seit der griechischen Antike bestehende Beziehung zwischen diesem und dem Westen, ganz als ob beides historisch reale Wesenheiten wäre. Said etabliere dadurch eine „falsche Dichotomie“: Er schildere Ost und West „in derselben essenzialistischen und ahistorischen, unveränderlichen  Weise, gegen die er anschreibt“. Insofern sei der Schaden, den das Buch angerichtet habe, mindestens ebenso groß wie sein Nutzen.

## Saids Orientalismus-Kritik als Basis für weitere Forschungen
Saids Arbeit ist eine wichtige Grundlage für die postkoloniale Wissenschaft, die mit seinem Ansatz bisherige wissenschaftliche Erkenntnisse auf ihren ideologischen Gehalt hin untersucht und an verschiedenen Beispielen aufzeigen kann, wie stark das Verhältnis zwischen Europa und anderen Regionen – wie dem Balkan, Indien oder China – von kolonialistischen Annahmen geprägt wird. Andere Studien belegen, dass Prozesse der Orientalisierung und Auto-Orientalisierung fortschreiten, dass Orient auch vom Orient selbst konstruiert wird.
Im Anschluss an Said entwickelte sich seit Mitte der 1990er Jahre eine lebhafte Diskussion unter Südosteuropa-Wissenschaftlern, inwieweit Saids Thesen für die Erforschung der Wahrnehmung des Balkans relevant und zutreffend seien. Unter dem Stichwort des „Balkanismus“ (Balkanism) wurde diese Diskussion v. a. von Maria Todorova und Andrew Hammond angestoßen und ist bis jetzt noch nicht abgeschlossen. Todorova plädiert in ihren Schriften dafür, den westlichen Balkanismus als ein vom herkömmlichen „Orientalismus“ wenig abhängiges, diesem vielleicht sogar entgegenstehendes Konzept zu deuten, zumal der Balkan typischerweise eine Mittelposition zwischen Okzident und Orient einnehme. Dieser Einschätzung wurde jedoch von anderen ganz oder in Teilen widersprochen, namentlich von Mary C. Neuburger und Diana Mishkova.
Saids Konzept wurde inzwischen auch auf andere außereuropäische Kulturen angewandt. So hat Hans-Peter Rodenberg dargelegt, wie das Bild des nordamerikanischen Indianers den jeweiligen legimatorischen Bedürfnissen zunächst der kolonialen, dann der sich herausbildenden US-amerikanischen Gesellschaft gefolgt ist. Donald Sewell Lopez Jr. und Volker Zotz haben die westliche Beschäftigung mit dem Buddhismus im Hinblick auf westliche Projektionen untersucht.

## Übersetzungen

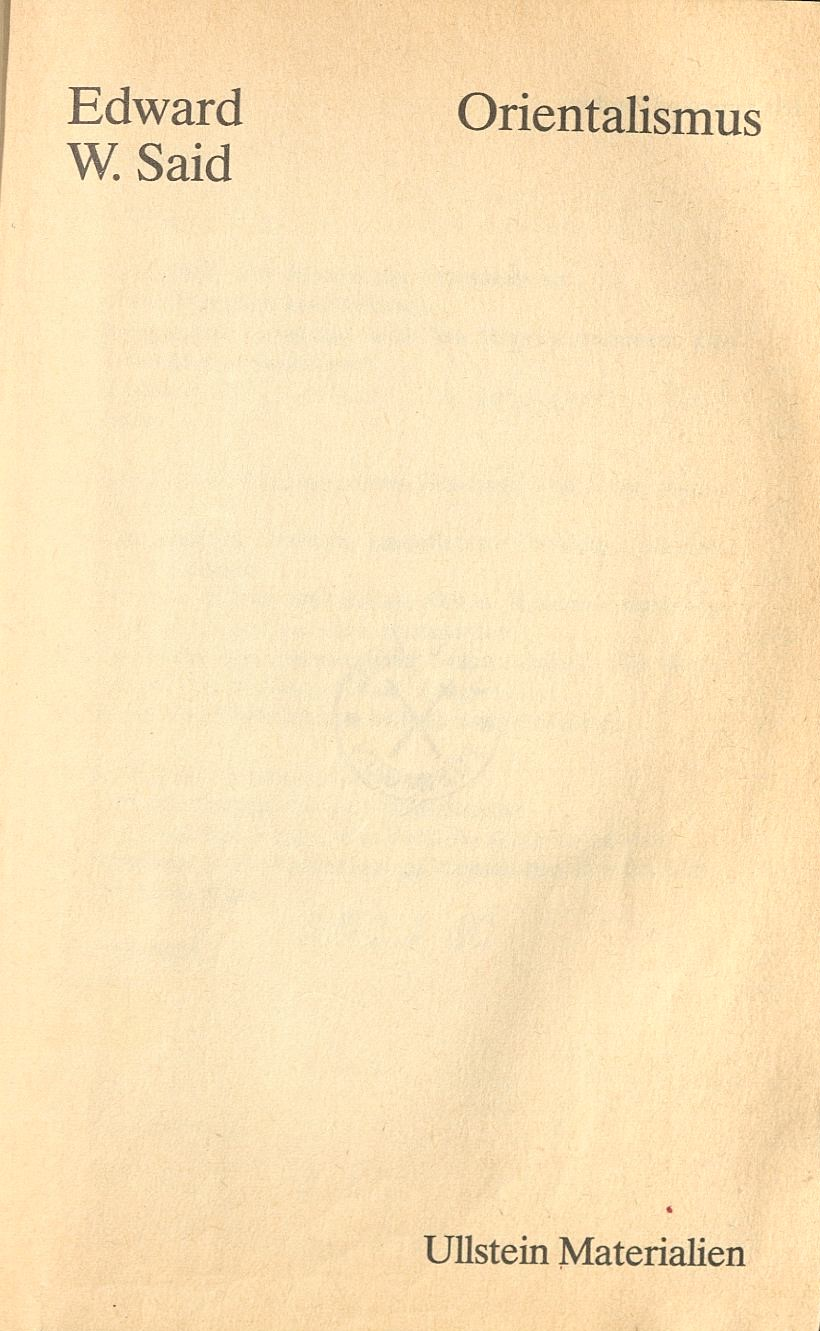
Übersetzung der Erstausgabe 1981

Saids Werk wurde in verschiedene Sprachen übersetzt, darunter neben zahlreichen europäischen Sprachen auch Japanisch, Koreanisch und Hebräisch. Die arabische Übersetzung stammt von Kamal Abu Deeb, einem syrischen Dichter. 2009 erschien bei S. Fischer eine von Hans Günter Holl besorgte Neuübersetzung ins Deutsche.

## Ausgaben
- Orientalism. London: Routledge and Kegan Paul, 1978 (New York: Pantheon Books, 1978)
  - Orientalismus. Übersetzung Liliane Weissberg. Frankfurt am Main: Ullstein, 1981
  - Orientalismus. Übersetzung Hans Günter Holl. Frankfurt am Main: Fischer, 2009